# Psyrassa nigripes
Psyrassa nigripes är en skalbaggsart som beskrevs av Linsley 1935. Psyrassa nigripes ingår i släktet Psyrassa och familjen långhorningar. Inga underarter finns listade i Catalogue of Life.